# Colabris rufescens
Colabris rufescens är en tvåvingeart som beskrevs av Axel Leonard Melander 1927. Colabris rufescens ingår i släktet Colabris och familjen dansflugor. Inga underarter finns listade i Catalogue of Life.